# Резолюция 90 на Съвета за сигурност на ООН
Резолюция 90 на Съвета за сигурност на ООН е приета единодушно на 31 януари 1951 г. С Резолюция 90 Съветът за сигурност изключва темата „Протест срещу агресията над Република Корея“ от списъка с въпроси, изискващи внимание от страна на Съвета за сигурност.